# Абишев, Ораз
Ораз Аби́шев (1 мая 1916 — 14 марта 2013, Алма-Ата) — советский и казахский кинорежиссёр, основоположник казахского документального кино. Народный артист Казахской ССР (1966).

## Биография
Происходит из подрода малай рода каракесек племени аргын. В 1938 году окончил школу при Казахском музыкальном театре в Алма-Ате, в 1938—1939 годах — солист этого театра. Исполнял партии Мыржакыпа Дулатова в опере «Жалбыр» в качестве дублёра Канабека Байсеитова, Сыпыра-Жырау в опере «Ер-Таргын», Сансызбая в опере «Кыз-Жибек».
В 1939 году в связи с подготовкой национальных кинокадров Абишев направлен на практическую работу в кинематограф. Стажировался на киностудиях «Мосфильм» и «Ленфильм». О. Абишев был учеником таких режиссёров, как Моисей Левин, Григорий Рошаль, Роман Кармен.
С 1944 года — режиссёр киностудии «Казахфильм», ставил главным образом документальные и научно-популярные фильмы. Среди его работ фильмы о красоте родного края — «Баян Сулу», «Боровое», «Алма-Ата», о развитии промышленности Казахстана — «Город шахтёров», «В нашем городе», «На земле казахской», «Рабочие девчата», фильмы о тружениках села — «Наш колхоз», «На дальних пастбищах», «Дитя солнца», «Зовёт вторая целина», «Преображённая целина», фильмы-портреты — «Дина Нурпеисова», «Абай», «Мукан Тулебаев», «Его звали Хаджи Мукан», «Высокое небо Талгата», «Сад Калдыбая», «Рапия» и другие.
Член Союза кинематографистов СССР. Член КПСС с 1945 года.
Скончался 14 марта 2013 года.

## Награды и премии
- Орден Отан (2005)[3][4]

- Орден Трудового Красного Знамени (22 августа 1986)
- Государственная премияКазахской ССР (1974)
- Народный артист Казахской ССР (1966)
- Заслуженный деятель искусств Казахской ССР (1960)
- Орден «Знак Почёта» (3 января 1959) — за выдающиеся заслуги в развитии казахского искусства и литературы и в связи с декадой казахского искусства и литературы в гор. Москве
- Орден «Знак Почёта» (6 марта 1950)
- Орден Октябрьской Революции